# Окрестин, Борис Семёнович
Бори́с Семёнович Окре́стин (бел. Барыс Сямёнавіч Акрэсцін, 18 февраля 1923 года, Москва — 6 июля 1944 года, около Минска) — советский лётчик, Герой Советского Союза.

## Биография
Борис Семёнович Окрестин родился 18 февраля 1923 года в Москве в семье рабочего.

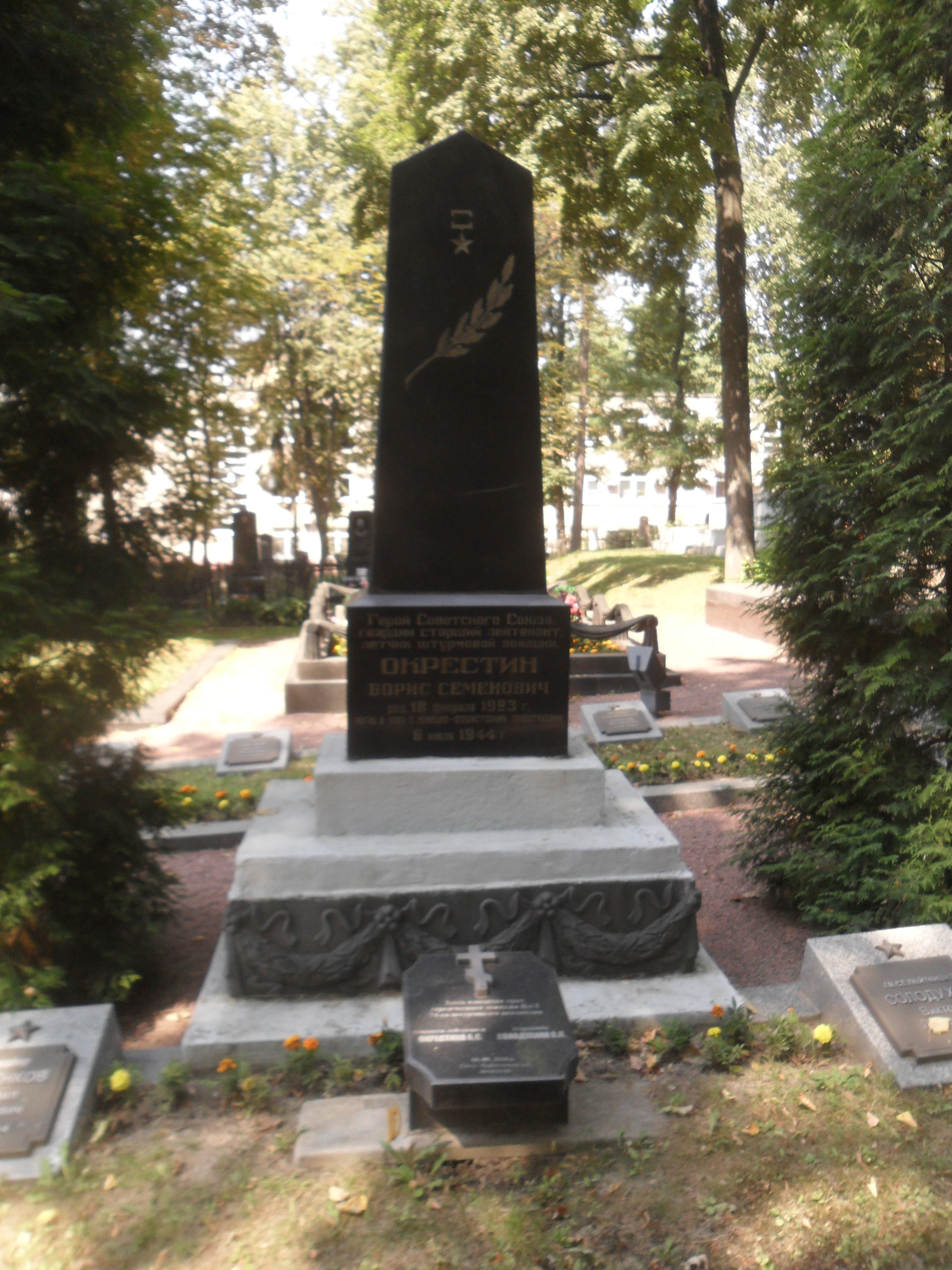
Могила Окрестина на Военном кладбище Минска

Окончив 7 классов, поступил учиться в аэроклуб Метростроя, затем работал авиатехником и лётчиком-инструктором в аэроклубе.
В 1942 году Окрестин был призван в ряды РККА. В 1943 году вступил в ВКП(б).
Во время битвы за Сталинград летал на самолёте По-2 в 969-м ночном бомбардировочном авиационном полку, на котором совершил 300 боевых вылетов. Затем переучивался на самолёт Ил-2.
Во время первого боевого вылета на новом самолёте Окрестин подавил зенитную батарею противника, а во втором вылете при сложных метеорологических условиях уничтожил несколько миномётных и пулемётных точек, а также вражеский танк.
В небе Никополя Борис Окрестин был серьёзно ранен. После лечения в госпитале вернулся в свой полк.
В декабре 1943 года во время боевого вылета с целью штурмовки автоколонны противника на дороге Алексеевка — Шолохово группа, в которой находился и Борис Окрестин, уничтожила 26 автомашин, а также десятки вражеских солдат и офицеров.
Борис Окрестин к концу декабря 1943 года совершил 381 боевой вылет, за время которых уничтожил более 40 танков, 2 бронемашины, 2 самолёта и другую боевую технику, а также живую силу противника.
Указом № 3370 Президиума Верховного Совета СССР от 13 апреля 1944 года за образцовое выполнение боевых заданий командования на фронте борьбы с немецкими захватчиками и проявленные при этом отвагу и героизм гвардии старшему лейтенанту Борису Семёновичу Окрестину было присвоено звание Героя Советского Союза с вручением ордена Ленина и медали «Золотая Звезда».
Борис Семёнович Окрестин погиб 6 июля 1944 года в 20 километрах юго-восточнее Минска, направив горящий самолёт на скопление войск противника. Приказом 1-й воздушной армии № 51/н от 20 августа 1944 года посмертно награждён орденом Отечественной войны I степени.
Был похоронен с воинскими почестями в Минске на военном кладбище.

## Награды и звания
- Медаль «Золотая Звезда»;
- Орден Ленина;
- Два ордена Красного Знамени;
- Орден Александра Невского;
- Орден Отечественной войны I степени;
- Орден Отечественной войны II степени;
- Орден Красной Звезды;
- Медаль «За оборону Сталинграда».

## Память
В честь Бориса Окрестина названы:
- в Минске:
  - улица
  - переулок
  - гимназия № 30[1], где сооружён мемориальный комплекс
  - сквер в границах улиц Окрестина — Грушевская — Дубровинская — Обуховская — Пермская (бел. «сквер Бары́са Акрэ́сціна»; бел. «сквер Бори́са Окре́стина»)[2].
- улица в Лиде (Гродненская область)
- школа в деревне Саранка (Пильнинский район, Нижегородская область)